# Lelo Karama
Lelo Karama är ett vattendrag i Indonesien. Det ligger i provinsen Sulawesi Barat, i den centrala delen av landet, 1 400 km öster om huvudstaden Jakarta.